# Blanca Martínez Mera
Blanca Martínez Mera (Ambato, 5 de octubre de 1897 - Ibídem, 20 de junio de 1976) fue una escritora y docente ecuatoriana. Con la publicación de En la paz del campo en 1940, se convirtió en la primera mujer en publicar una novela en Ecuador, aunque el hecho le valió críticas debido a los prejuicios y las presiones sociales contra las mujeres escritoras en esos años.

## Biografía
Nació el 5 de octubre de 1897 en Ambato, provincia de Tungurahua, hija de Luis A. Martínez y de Rosario Mera Iturralde. Pasó su infancia en la hacienda familiar conocida como Quinta de Atocha bajo el cuidado de sus padres, quienes fallecieron cuando Blanca aún era menor de edad. Realizó sus estudios secundarios en el Colegio de la Providencia.
Inició su vida pública como presidenta de la Cruz Roja de Ambato. También fue profesora de secundaria en el Colegio Bolívar, lo que le abrió las puertas para posteriormente ser nombrada rectora del Instituto Manuela Cañizares, en Quito. Durante su carrera como docente conoció al político José María Velasco Ibarra, quien al asumir la presidencia de la república la nombró vicecónsul de Ecuador en Boston, y más tarde directora de educación de Tungurahua.

### Carrera literaria
En 1940 publicó la novela costumbrista En la paz del campo, que se convirtió en la primera novela publicada por una mujer ecuatoriana hasta la fecha. Sin embargo, la obra fue objeto de controversia antes de su aparición debido a los prejuicios existentes contra las mujeres escritoras en la época. Cuando Martínez la presentó al comité oficial de selección de Ambato para su posible publicación, el comité se negó al considerar que una de los personajes de la obra, llamada Lola, era supuestamente ofensiva para la imagen de la mujer ambateña y era degradante para ella como escritora, aun cuando la propia novela presentaba a la imagen de la mujer casta y espiritual como moralmente superior a la de Lola. La negativa oficial decía:

Señora, su novela no puede ni debe ser publicada, ya por consideración a Ambato, ya por consideración a Ud.: por Ambato, porque la novela denigra a esta ciudad e infama a sus mujeres; por Ud., porque sería desdecir de su ilustre abolengo, de su rango de dama ambateña, de su alto papel de escritora y de su delicada misión de educadora.

Martínez atacó el machismo de la decisión del comité y señaló ejemplos de otras obras ecuatorianas con personajes similares que habían sido publicadas sin ningún problema, como por ejemplo A la costa (1904). La respuesta oficial de Martínez fue:

¡Que soy "mujer y educadora, de ilustre abolengo, que mi rango de dama ambateña es elevado"?... Sí. Mujer, pero que piensa por sí misma; que razona libremente; mujer ligada al campo, su maestro, sin doblez y engaño; el mismo siempre; perfecto, gusto; que no se equivoca y que impulsa por las sendas del subconsciente, del amor por lo bello, donde gusta descansar la VERDAD y donde se aprende lo desdichado que es el mundo encadenado por prejuicios, hipocresías, convencionalismos, no solo sociales sino también mentales y hasta del corazón, lastimado en la misma entraña por la mediocridad, la injusticia, la desviación de criterios, que transforman al hombre en un ser inferior a veces a esos insectos del campo, pero que siquiera viven, sin darse cuenta, recta, sencillamente, sin velos. Errores que transforman a la mujer en un ente sin iniciativas, temeroso, débil con su alma sin alas, sin poder pensar por sí misma, considerada inferior, incapaz de atraer a la libertad consciente, convertida sobre todo cuando no se ha desarrollado en el conocimiento de las leyes inmutables y eternas, en la hembra a la que se la conquista, para luego olvidarla cuando el cuerpo ha pagado su tributo.

Posteriormente publicó dos novelas más: Purificación (1942) y Luz en la noche (1950). La primera de ellas recibió mejor recepción pública que En la paz del campo y se centraba en la historia de un joven sacerdote llamado Pedro que debe luchar contra su amor por Carmen, una mujer soltera con una deformidad en la espalda y una visión conservadora del papel de las mujeres en la sociedad. Luz en la noche, por su lado, fue otra novela costumbrista con personajes arquetípicos que reproducía paisajes de Ambato y presentaba roles sociales tradicionales para sus personajes.

### Muerte y legado
Falleció en Ambato el 20 de junio de 1976. Sus restos reposan en el Cementerio Municipal Nuestra Señora de La Merced.
Un colegio de su ciudad natal lleva su nombre en homenaje a su memoria.

## Obras
- En la paz del campo (1940)
- Purificación (1942)
- Luz en la noche (1950)